# Holzbahn Ratschach
| Holzbahn Ratschach                       | Holzbahn Ratschach |
| ---------------------------------------- | ------------------ |
| Wagen und Oberbau der Holzbahn Ratschach |                    |
| Lage des Alten Schlosses bei Ratschach   |                    |
| Streckenlänge:                           | 4,171 km           |
| Spurweite:                               | 848 mm             |
| Maximale Neigung:                        | 55 ‰               |
| Minimaler Radius:                        | 19–47 m            |
|                                          |                    |

Die Holzbahn Ratschach (historischer Name: „Holzbahn auf der Löwenfeld’schen Herrschaft Ratschach in Krain“) war eine schmalspurige Waldbahn mit hölzernen Schienen bei Radeče in Slowenien, die 1869 bis 1874 betrieben wurde.

## Geschichte
Die Waldbahn wurde zum Transport des abzuholzenden Buchenwald-Bestandes in der Gemarkung Jatna auf einem bereits bestehenden Waldweg gebaut. Die Verlegung der Bahngleise wurde im 1869 in Angriff genommen und innerhalb kurzer Zeit ausgeführt. Sie wurde bis Oktober 1874 betrieben.
Da die Bahn nur kurzfristig genutzt werden sollte, wurde sie möglichst einfach und billig hergestellt. Der ganze Oberbau wurde aus Buchenholz konstruiert. Als Grundschwellen (Querschwellen) dienten Halbrundhölzer von 237–263 mm Durchmesser und 1½ Meter Länge. Als Langschwellen wurden entweder halbgetrennte Rundhölzer, die dann auf zwei Seiten behauen wurden, oder Ganz-Rundhölzer mit kleinem Durchmesser verwendet, die zu Balken von 3,80 m Länge und 132 × 132 mm verarbeitet wurden. Aus Vierteln von Rundhölzern erzeugte Langschwellen erwiesen sich hingegen als nicht zweckmäßig, da sie sich binnen kurzer Zeit stark verzogen.

## Streckenverlauf

Streckenverlauf der Holzbahn Radeče

Die Route begann am Zusammenfluss der Bäche Sopota und Glažuta in der Nähe von Jagnjenica und verlief durch das Tal zwischen den Hügeln Jatna und Svibno entlang des Baches Glažuta in Richtung der Siedlung Počakovo.
Die Gesamtlänge der Bahn betrug 4.171,2 Meter. An 5 Stellen überquerte die Bahn einen Bach, wobei die Langschwellen einfach auf Pfosten aufgelegt wurden. Das Gefälle der Bahn bewegte sich zwischen 21 und 55 ‰ und betrug durchschnittlich 34 ‰. Die Bögen hatten einen Minimalradius von 19 bis 47 m, wobei die äußere Schiene um 26 mm überhöht wurde. Die Weichen waren in ganz einfacher Weise nach dem System der alten Weichen hergestellt.

## Gleisbau und Unterhalt
Auf die 1,30 m voneinander entfernt liegenden Querschwellen wurden die Langschwellen, mit der Spurweite von 848 mm, durch eichene Nägel befestigt, so dass deren obere, ebene Fläche etwas gegen die Achse des Gleises geneigt war. Die Langschwellen wurden an den Stößen durch Verbindungslaschen miteinander verbunden.
An der inneren Langschwellenkante wurden Schienen von 45,9 mm Breite und 4,4 mm Dicke mit konisch geköpften, geschmiedeten Nägeln befestigt. Der Versuch mit Holzschrauben lieferte ein ungünstiges Resultat. An den Schienenstößen war ein Ausdehnungsspalt von 13 mm vorgesehen.

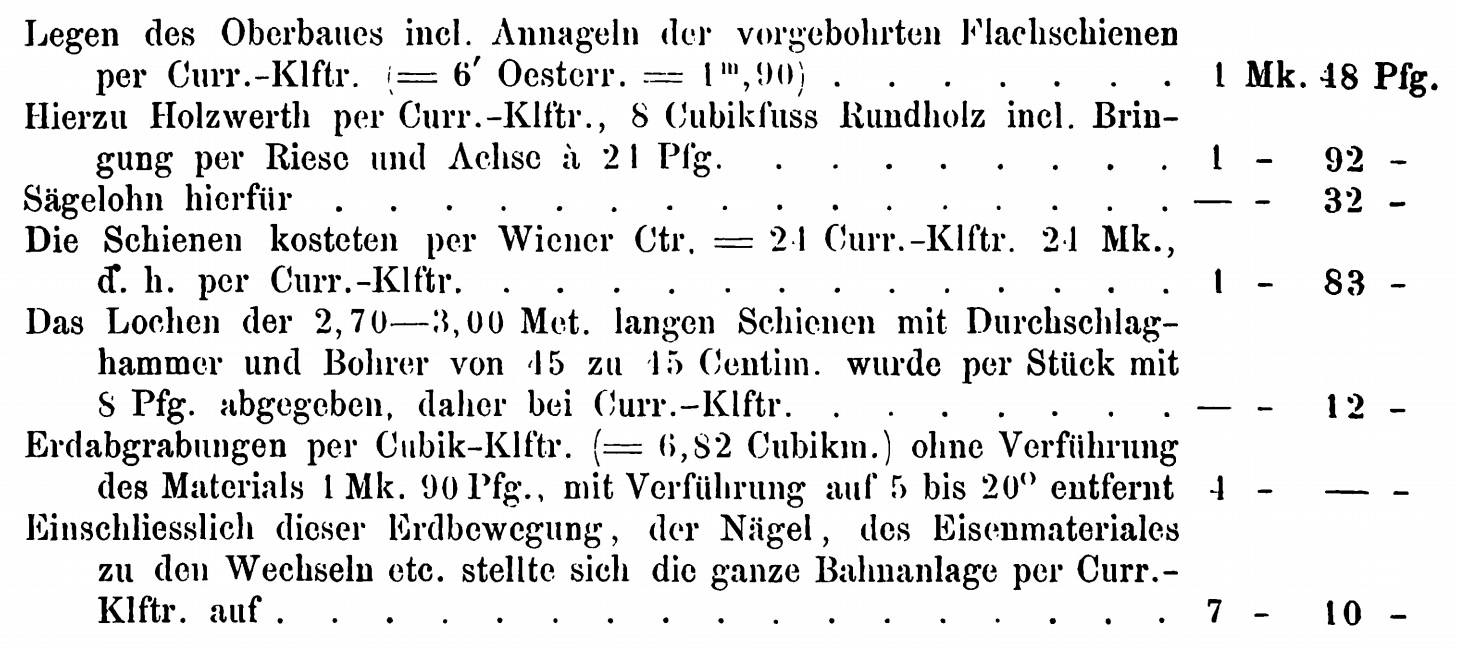
Baukosten der „Holzbahn auf der Löwenfeld’schen Herrschaft Ratschach in Krain“

Die Kosten der Bahnherstellung der ganzen Bahnanlage, die in Akkord ausgeführt wurde, betrugen einschließlich der Erdbewegung, der Nägel, des Eisenmaterials für die Weichen etc. 3,73 Mark pro Meter (7,19 Mark pro Curr.–Klftr.)
Die Abnutzung der Bahn war am auffallendsten und raschesten in den Bögen und an den Weichen. Die Schienen wurden häufig abgerissen. Daher musste ein  Bahnaufseher, der zugleich die Bahnerhaltung besorgte, angestellt werden.
Die jährlichen Bahn-Erhaltungskosten betrugen 32–53 Pfennig pro Meter (60–100 Pfg. pro Curr.-Klftr.).

## Wagen
Die Bahnwagen wurden von der Fabrik Körösi in Graz geliefert, später in eigener Regie hergestellt. Das Stück kostete 192 Mark. Die vom Forstamt selbst erbauten Wagen waren auch nicht billiger. Bei den ersten Wagen betrug der Radstand 1,50 m, was sich in der Praxis als unzulässig erwies.
Die geschmiedeten Achsen mit einem Durchmesser von 53–66 mm trugen fest aufgekeilte Schalenguss-Räder von 316–395 mm Durchmesser. Die Rahmen wurden zuerst aus Lärchenholz hergestellt, was sich jedoch nicht bewährte, und später aus Eichenholz gebaut.
Das Gewicht eines unbeladenen Wagens mit Band- und Kuppelketten betrug 350 kg (7 Ctr.). Die Bahnwagen haben eine Tragfähigkeit von 3,5 t (70 Ctr.), wurden jedoch nur höchstens mit 2 Tonnen belastet.

## Betrieb
Die ganze Bahn war für abwärtsgehenden Transport eingerichtet, da sie mit dem oben angeführten Gefälle in einer Talmulde entlang des Baches verlief. Abwärts bedurfte es daher keines Motors. Auf je einem Wagen fuhr ein Bremser mit, der im Winter mit 1 Mk. 40 Pfg., im Sommer mit 1 Mk. 68 Pfg. entlohnt
wurde und der zugleich beim Holzaufladen und Abladen mitwirkte. Die aufgeladenen Holzbloche wurden zwischen den Köpfen bis auf 1,60 m Höhe aufgeschichtet und mit Ketten in der Mitte zusammengehalten. Die Rückbeförderung der leeren Wagen geschah durch Pferde, von denen je eines in den geringeren Steigungen 3 Wagen, bei den größeren jedoch nur zwei oder auch nur einen zog.
Die Widerstandsfähigkeit der Wagen war laut einem Bericht nicht zufriedenstellend. Das Ausbrechen der Laufflächen, sowie das Springen des Radkörpers kam verhältnismäßig häufig vor, während der Spurkranz sich als ziemlich sicher erwies. Auf der stärksten Steigung musste bei Glatteis im Winter gesandet werden.
In der Zeit von 5 Uhr morgens bis 6 Uhr abends wurde die Route in Partien zu 6 Bahnwagen 6 Mal wiederholt. Der Rücktransport der leeren Wagen wurde im Akkord mit 6 Mk. per Pferd vergeben. Die hauptsächliche Fracht war Rundholz, es wurden aber auch Scheitholz und Holzkohle befördert.
Die Lebensdauer der Querschwellen, die zum Teil in der Erde lagen, war geringer als die der Langschwellen. Erstere wurden im dritten Jahre unbrauchbar.
Eine Schwierigkeit bestand in der Erhaltung des Gleichgewichts der Ladung mit Langholz bei dem kleinen Radstand der Wagen.
Der Erbauer dieser Holzbahn war der Löwenfeld’sche Forstmeister Moritz Scheyer. Er war der Ansicht, dass sich bei Wiederholung in Form einer ähnlichen Anlage die Verbreiterung der Lauffläche des Rades empfehlen würde, wobei man sogar die Flachschienen entbehren könnte, mit deren Leistungen er ohnedies nicht
zufrieden war.